# Nočni klub
Nočni klub ali samo klub, označuje gostinsko podjetje, ki je odprto do pozne noči ali v zgodnjih jutranjih urah. Klub je značilen po tem, da zagotavlja zabavo.
Nočni klubi lahko včasih vsebujejo oder, na katerem se izvajajo gledališke predstave, ples, cirkus, magija itd. Zaradi različnih prostorov ali vrst gostov, katerim je klub namenjen, obstaja širok nabor nočnih klubov.